# Martin Grau
Martin Grau (ur. 26 marca 1992) – niemiecki lekkoatleta, specjalizujący się w biegach długich.
Finalista mistrzostw świata juniorów (2010) oraz brązowy medalista mistrzostw Europy juniorów (2011) w biegu na 3000 metrów z przeszkodami. Uczestnik mistrzostw Europy w przełajach. W 2015 zdobył złoty medal na uniwersjadzie.
Rekord życiowy: bieg na 3000 metrów z przeszkodami – 8:24,29 (11 czerwca 2014, Dessau). 

## Osiągnięcia
| Rok  | Impreza                                 | Miejsce | Konkurencja                   | Pozycja     | Wynik   |
| ---- | --------------------------------------- | ------- | ----------------------------- | ----------- | ------- |
| 2010 | Mistrzostwa świata juniorów             | Moncton | bieg na 3000 m z przeszkodami | 11. miejsce | 9:00,56 |
| 2011 | Mistrzostwa Europy juniorów             | Tallinn | bieg na 3000 m z przeszkodami | 3. miejsce  | 8:48,79 |
| 2011 | Mistrzostwa Europy w biegach na przełaj | Velenje | bieg juniorów                 | 53. miejsce | 18:56   |
| 2014 | Mistrzostwa Europy                      | Zurych  | bieg na 3000 m z przeszkodami | 13. miejsce | 8:44,46 |
| 2015 | Uniwersjada                             | Gwangju | bieg na 3000 m z przeszkodami | 1. miejsce  | 8:31,55 |
| 2018 | Mistrzostwa Europy                      | Berlin  | bieg na 3000 m z przeszkodami | eliminacje  | 8:33,81 |
| 2019 | Mistrzostwa świata                      | Doha    | bieg na 3000 m z przeszkodami | eliminacje  | 8:26,79 |